# Jüdischer Friedhof (Brzeziny)

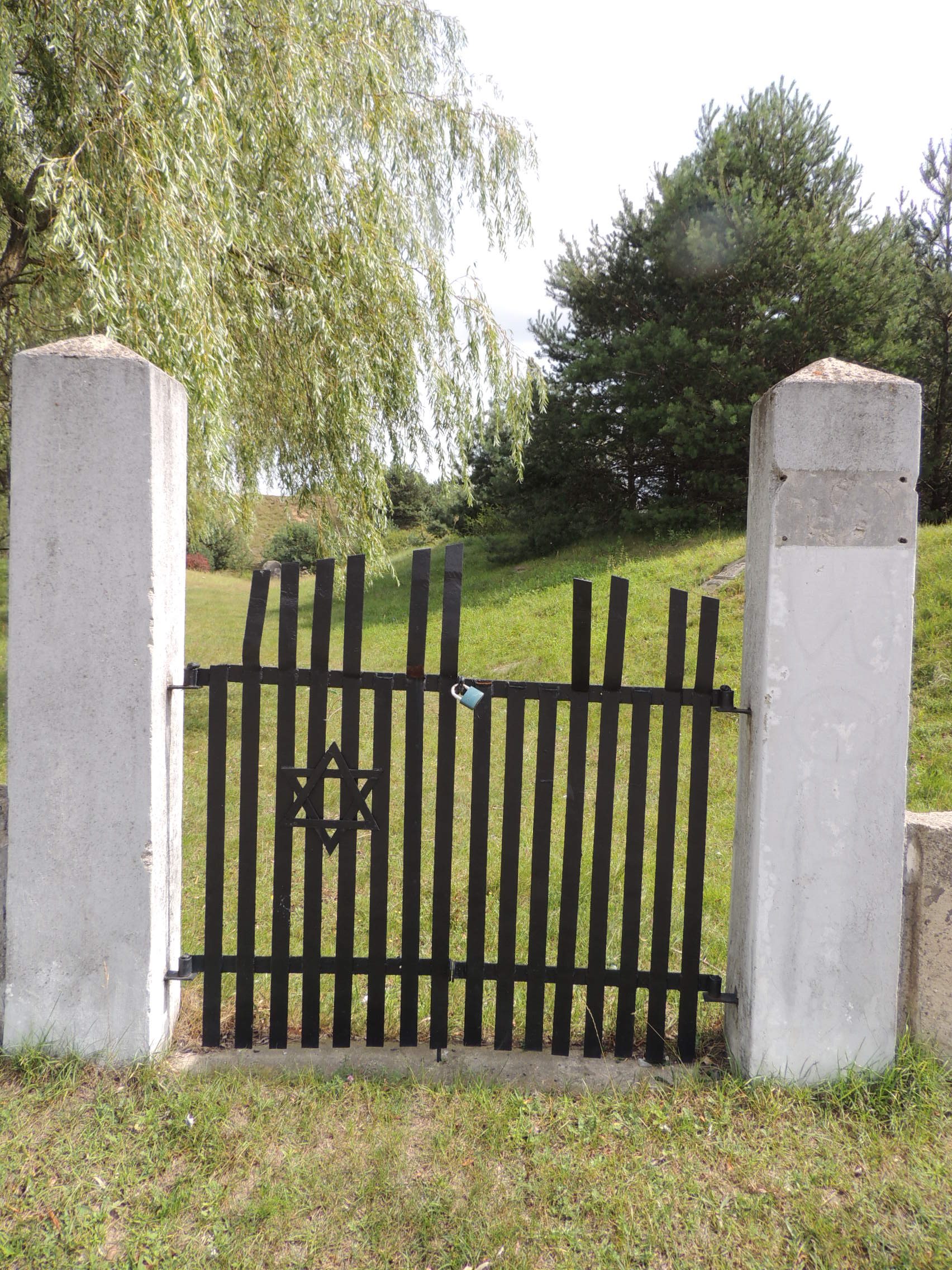
Eingang zum jüdischen Friedhof in Brzeziny

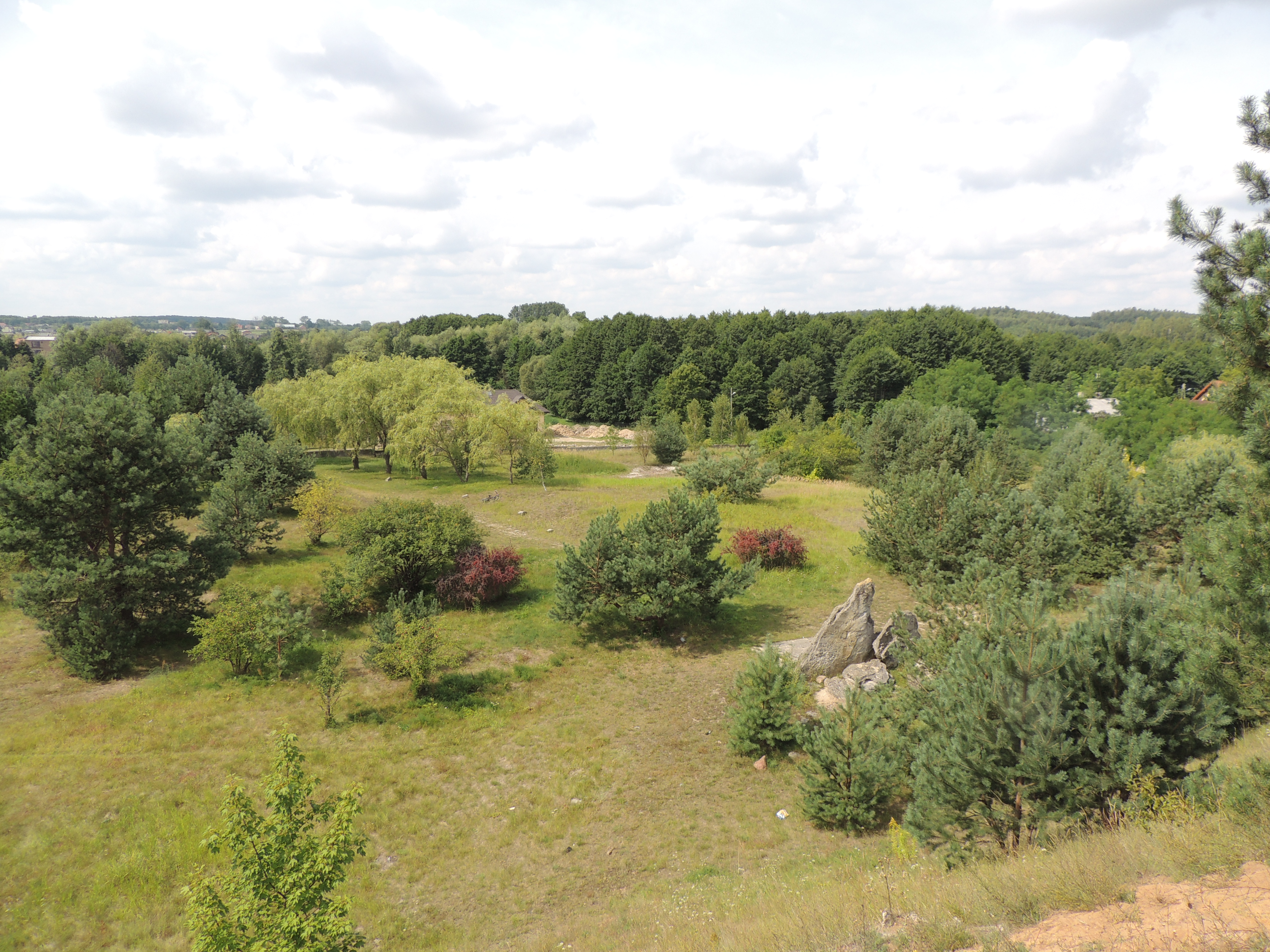
Ansicht des Friedhofs

Der Jüdische Friedhof in Brzeziny, einer polnischen Stadt in der Woiwodschaft Łódź, wurde im 17. Jahrhundert angelegt. Der Jüdische Friedhof, nördlich der Stadt in der Reymonta-Straße, ist ein geschütztes Kulturdenkmal.
Für den Bau der Brücke über den Fluss Mrożyca benutzten die deutschen Besatzer während des Zweiten Weltkrieges die Grabsteine aus dem jüdischen Friedhof. 
Die beim Abbruch der Brücke gefundenen Grabsteine wurden wieder auf den 20,3 Hektar großen Friedhof gebracht.